# Mitja Teropšič
Mitja Teropšič, slovenski častnik in veteran vojne za Slovenijo, * 14. september 1953, Brežice.

## Vojaška kariera
- poveljnik, 32. vojaško teritorialno poveljstvo SV (2002)
povišan v podpolkovnika (18. junij 1993)
- namestnik in načelnik 25. OŠTO Brežice (slovenska osamosvojitvena vojna)

## Odlikovanja in priznanja
- častni znak svobode Republike Slovenije (1992)
- red generala Maistra 3. stopnje z meči (6. december 1991)
- bronasta medalja generala Maistra (8. maj 2002)
- spominski znak Obranili domovino 1991
- spominski znak Maribor - Dobova (24. februar 1998)
- spominski znak Zavarovanje minskih polj (28. junij 1999)
- bojni spominski znak Krakovski gozd